# Akvizice
Akvizice je proces získávání či nabytí nějakého aktiva (předmětu, věci, osoby) nebo cíl tohoto procesu. V ekonomice se akvizicí rozumí právní i ekonomické spojení (převzetí) podniků. Naproti tomu ve finančnictví jde o získávání zákazníků osobním vyhledáváním a jednáním.

## Akvizice v ekonomice
V obecném pohledu se za akvizici považuje nabytí majetku, práv, závazků apod. Její povaha může být přátelská, kdy jednotliví účastníci s akvizicí plně souhlasí nebo nepřátelská, kdy dochází k rozhodnutí na stranách vlastníků, se kterým nesouhlasí management přebírané společnosti.
Akvizice z ekonomického hlediska v užším slova smyslu znamená spojení podniků, u kterého dochází k tomu, že jeho účastníci ztrácejí svou hospodářskou samostatnost a mění se i vlastnická struktura.

### Kapitálová akvizice
Základem tohoto typu akvizice je nákup akcií, vlastnických podílů případně účastí za účelem převzetí kontroly jedné společnosti nad druhou. Dochází tak ke vzniku ekonomické skupiny, ale jednotlivé společnosti jsou právně samostatné – nemění se jejich právní subjektivita. Jejich spojení by mělo vést ke sledování společného cíle a snažit se získat výhody ze vzniklé skupiny. Společnost přebírající kontrolu očekává z vložení svého volného kapitálu ekonomický prospěch v podobě podílů na zisku či dividend.
Kapitálová akvizice může probíhat v několika formách, mezi které patří:
- Nákup akcií na sekundárním trhu,
- Úpis nových akcií a obchodních podílů na primárním trhu,
- Přijetím nabídky převzetí.

### Majetková akvizice
Majetkovou akvizicí se rozumí, když jedna společnost nakupuje od druhé společnosti majetek včetně souvisejících závazků a práv s předpokladem převzetí. Tento nákup probíhá na základě písemné smlouvy, kdy se jedná o běžný nákup a prodej, při kterém dochází ke spojení těchto společností, ale právní subjektivita se zde nemění. Pouze dochází ke změně bilanční struktury.

### Charakter akvizic dle dotčených trhů
Rozlišujeme:
- horizontální spojení– Jedná se o spojení na stejném či obdobném trhu. Jako příklad lze uvést spojení dvou či více pekáren. Tímto slučováním dochází ke snižování počtu konkurentů a snižuje se tak možnost výběru pro zákazníky či dodavatele. Z tohoto důvodu záleží na velikosti tržních podílů spojujících se korporací, jelikož významná spojení podléhají povolení Úřadu pro ochranu hospodářské soutěže.
- vertikální spojení– Toto spojení předpokládá vzájemnou návaznost trhů. Příkladem lze uvést dodavatele pšenice a výše zmiňovanou pekárnu. V tomto případě se nesnižuje počet konkurentů, ale je zde snaha o znemožnění jejich zásobování. U spojených osob však může také docházet k problémům, a to že není vyhledávána optimální varianta z důvodu spojení.

- konglomerátní spojení – Jedná se o spojení, kdy soutěžitelé stojí na různých trzích, které na sebe nikterak nenavazují. Existuje zde několik podtypů spojení:
  - účastníci nabízejí stejné zboží na různých trzích,
  - účastníci nabízejí různé zboží na stejném trhu,
  - účastníci nabízejí odlišné zboží na rozdílných trzích

### Motivy akvizic
Spojování podniků vede k určitým výhodám, mezi které patří:
- pozitivní synergický efekt – Synergický efekt spočívá v dodatečných výnosech v důsledku zlepšeného postavení na trhu, kdy společnost s rostoucím tržním podílem může lépe ovládat ziskovou marži. Druhým pozitivním efektem je úspora nákladů, kdy s rostoucím vlivem dochází k větším možnostem slev nebo lze ušetřit na společném výzkumu a vývoji produktů. Posledním efektem jsou daňové výhody, kdy lze kombinovat daňové ztráty jedné společnosti, druhou ziskovou společností a tím optimalizovat základ daně.
- investiční motiv – Korporace mající přebytek finančních prostředků investuje tyto prostředky do jiné společnosti z důvodu nejvýhodnější investice z hlediska čisté současné hodnoty.
- zvýšení kapacity zadluženosti – Spojením podniků vzniká větší celek, který má větší možnost získání úvěru s nižší úrokovou sazbou. Tento důvod se však nepovažuje za relevantní, jelikož s rostoucím zadlužením roste i riziko.
- náklady zastoupení – Vysoké náklady zastoupení mohou být způsobeny neschopností managementu a mohou nalákat potenciální investory. Když se tato neschopnost prokáže, společnost, která koupila kontrolní podíl, dosadí do vedení nové schopnější lidi, kteří dovedou společnost k potenciálu.

## Akvizice v marketingu
Pokud je předmětem činnosti marketing, pak se jedná o proces získávání zákazníka, mnohdy automatizovaně.
Pojem akvizice se velice často používá v souvislosti s PPC kampaněmi.
Existuje široká škála akvizičních taktik. Níže uvedené jsou příkladem akvizice v rámci online marketingu:
- Landing pages (průmysl, lokace, funkce)
- Obsah na externích webech - guest posting
- Emailing - nikoliv nevyžádaná pošta!
- Integrace s ostatními produkty a službami
- Akvizice obsahových webů
- Affiliate programy
- Expertní pozice - odpovídání na dotazy
- Poskytování nástrojů
- Influencer kampaně

## Akvizice v knihovnictví
V knihovnictví se akvizicí rozumí zejména akvizice dokumentů (knih, periodik, hudebnin atd.), případně stolních her za účelem doplňování knihovního fondu, i když knihovny stejně jako jiné organizace vedle toho získávají a nabývají i nedokumentové typy aktiv.